# محیی‌الدین خالف
محیی‌الدین خالف (عربی: محيي الدين خالف؛ ۱۷ ژانویهٔ ۱۹۴۴ – ۱۰ دسامبر ۲۰۲۴) مربی فوتبال اهل الجزایر بود.
از باشگاه‌هایی که وی در آنها سابقه بازی‌کردن دارد، می‌توان به باشگاه فوتبال القبائل، باشگاه فوتبال نصر حسین دای، باشگاه فوتبال قنیطره و باشگاه فوتبال اتحاد خمیسات اشاره کرد.
وی در مسابقات کشوری و بین‌المللی در مجموع برندهٔ ۱ مدال برنز شده‌است.